# 念奴娇
念奴娇，词牌名，相传是根据唐代一位叫念奴的歌姬取的调名。亦称《百字令》、《酹江月》、《大江东去》、《壺中天》、《湘月》等。目前最早所見的作品，為北宋的沈唐、蘇軾所作。双调一百字，前后段各四仄韵，用律十分規整，一韵到底，常用入声韵。上下阕后七句字数平仄相同。

## 词牌格式
平平仄仄，仄平平、仄仄平平平仄（或：仄平平仄仄、仄平平仄）。仄仄平平平仄仄，仄仄平平平仄。仄仄平平，平平仄仄，仄仄平平仄。平平平仄，平平平仄平仄。

平仄平仄平平（或平平仄仄平平），平平平仄（或仄仄平平），仄仄平平仄。仄仄平平平仄仄，仄仄平平平仄。仄仄平平，平平仄仄，仄仄平平仄。平平平仄，平平平仄平(仄)。

## 例詞
《念奴娇·赤壁怀古》，苏轼
大江東去，浪淘盡、千古風流人物。
故壘西邊，人道是、三國周郎赤壁。
亂石穿空，驚濤拍岸，捲起千堆雪。
江山如畫，一時多少豪傑。
遙想公瑾當年，小喬初嫁了，雄姿英發。
羽扇綸巾，談笑間，檣櫓灰飛煙滅。
故國神遊，多情應笑我，早生華髮。
人生如夢，一尊還酹江月。